# Bandera de Sant Celoni
La bandera oficial de Sant Celoni és apaïsada de proporcions dos d'alt per tres de llarg, blava, carregada al centre d'una creu, el pal vertical de color vermell, i l'horitzontal groc, tots dos d'una amplada d'un terç de l'alt del drap, al seu torn carregada d'una altra creu, el pal vertical blanc i horitzonatal negre, tots dos d'una amplada d'1/9 de l'alt del drap.

## Història
Es va publicar en el DOGC el 5 de juny del 1991.